# Jan Vilém Libštejnský
Jan Vilém Libštejnský z Kolovrat (ur. 1627 r. w Innsbrucku; zm. 31 maja 1668 r. w Brnie) – austriacki duchowny kościoła katolickiego, arcybiskup nominat metropolita praski i nominat prymas Czech od 1667 r.

## Życiorys
Urodził się w 1627 r. w Innsbrucku w rodzinie szlacheckiej związanej z miejscowym dworem arcyksiążęcym. Był alumnem Collegium Germanicum w Rzymie, po którego ukończeniu został scholastykiem oraz kanonikiem w Brnie i Ołomuńcu. Po śmierci kardynała Ernsta Adalberta von Harracha w listopadzie 1667 r. został nominowany przez cesarza Leopolda I Habsburga na nowego arcybiskupa metropolitę praskiego i prymasa Czech oraz wielkim mistrzem zakonu krzyżowców z czerwoną gwiazdą.
Zmarł niespodziewanie w 1668 r. podczas pobytu u brata w Brnie, czekając na zatwierdzenie papieskie, nie obejmując swojego urzędu. Został pochowany w katedrze ołomunieckiej, zaś jego serce w kościele parafialnym w Rychnovie nad Kněžnou.